# Saison 2014-2015 des Warriors de Golden State
La saison 2014-2015 des Warriors de Golden State est la 69e saison de la franchise en NBA et la 53e dans la région de la baie de San Francisco.
Après sa victoire contre le Thunder d'Oklahoma City, le 23 novembre, l'équipe a réalisé le meilleur départ de l'histoire de la franchise avec 10 victoires et 2 défaites (10-2). 
Le 10 décembre, les Warriors remportent leur 14e rencontre contre les Rockets de Houston (105-93) ce qui constitue le nouveau record de la franchise en ce qui concerne la plus longue série de victoires. Cette série prendra fin le 16 décembre après une défaite chez les Grizzlies de Memphis (98-105), ce qui porte finalement à 16 cette série de victoires.

## Draft
Les Warriors de Golden State n'avaient pas de choix de draft.

## Matchs

### Summer League
| Summer League Total: 2-2 |

| Match | Date match | Équipe      | Score   | Meilleur marqueur    | Meilleur rebondeur  | Meilleur passeur    | Lieux Spectateurs           | Série |
| ----- | ---------- | ----------- | ------- | -------------------- | ------------------- | ------------------- | --------------------------- | ----- |
| 1     | 11 juillet | @ Charlotte | V 70-58 | Nemanja Nedović (17) | Ognjen Kuzmić (8)   | Aaron Craft (4)     | Thomas & Mack Center 18 776 | 1 - 0 |
| 2     | 12 juillet | @ Phoenix   | V 74-72 | Justin Holiday (29)  | Justin Holiday (13) | Orlando Johnson (3) | Cox Pavilion 2 500          | 2 - 0 |
| 3     | 14 juillet | @ Lakers    | D 88-89 | Justin Holiday (26)  | Mitchell Watt (9)   | Nemanja Nedović (4) | Cox Pavilion 2 500          | 2 - 1 |
| 4     | 16 juillet | @ Atlanta   | D 68-65 | Justin Holiday (15)  | Ognjen Kuzmić (10)  | Aaron Craft (4)     | Thomas & Mack Center 18 776 | 2 - 2 |

### Pré-saison
| Pré-saison Total: 6-2 (Domicile : 3-0; Extérieur : 3-2) |

| Match | Date match | Équipe     | Score     | Meilleur marqueur         | Meilleur rebondeur       | Meilleur passeur    | Lieux Spectateurs                  | Série |
| ----- | ---------- | ---------- | --------- | ------------------------- | ------------------------ | ------------------- | ---------------------------------- | ----- |
| 1     | 7 octobre  | @ Clippers | V 112-94  | Klay Thompson (20)        | David Lee (9)            | 5 players tied (3)  | Staples Center 13 958              | 1 - 0 |
| 2     | 9 octobre  | @ Lakers   | V 120-105 | Klay Thompson (25)        | Andrew Bogut (6)         | Stephen Curry (6)   | Staples Center 13 128              | 2 - 0 |
| 3     | 12 octobre | @ Lakers   | V 116-75  | Stephen Curry (25)        | Andrew Bogut (7)         | Andre Iguodala (8)  | Citizens Business Bank Arena 7 842 | 3 - 0 |
| 4     | 16 octobre | @ Denver   | V 104-101 | James Michael McAdoo (20) | James Michael McAdoo (7) | Klay Thompson (5)   | Wells Fargo Arena 11 105           | 4 - 0 |
| 5     | 16 octobre | @ Miami    | D 108-115 | Klay Thompson (29)        | David Lee (6)            | Bogut, Curry (7)    | Sprint Center 12 783               | 4 - 1 |
| 6     | 19 octobre | @ Houston  | D 83-90   | Justin Holiday (18)       | Aaron Craft (7)          | Nemanja Nedovic (5) | State Farm Arena 5 647             | 4 - 2 |
| 7     | 21 octobre | Clippers   | V 125-107 | Stephen Curry (27)        | Ognjen Kuzmic (10)       | Curry, Green (6)    | Oracle Arena 19 596                | 5 - 2 |
| 8     | 24 octobre | Denver     | V 119-112 | Klay Thompson (35)        | Andrew Bogut (8)         | Stephen Curry (11)  | Oracle Arena 7 842                 | 6 - 2 |

### Saison régulière
| Saison régulière Total: 67-15 (Domicile : 39-2; Extérieur : 28-13) |

| Match | Date match | Équipe       | Score   | Meilleur marqueur  | Meilleur rebondeur | Meilleur passeur  | Lieux Spectateurs        | Série |
| ----- | ---------- | ------------ | ------- | ------------------ | ------------------ | ----------------- | ------------------------ | ----- |
| 1     | 29 octobre | @ Sacramento | V 95-77 | Stephen Curry (24) | Stephen Curry (10) | Klay Thompson (6) | Sleep Train Arena 17 317 | 1 - 0 |

| Match | Date match   | Équipe          | Score     | Meilleur marqueur      | Meilleur rebondeur     | Meilleur passeur    | Lieux Spectateurs                 | Série  |
| ----- | ------------ | --------------- | --------- | ---------------------- | ---------------------- | ------------------- | --------------------------------- | ------ |
| 2     | 1er novembre | Lakers          | V 124-104 | Klay Thompson (41)     | Andrew Bogut (10)      | Stephen Curry (10)  | Oracle Arena 19 596               | 2 - 0  |
| 3     | 2 novembre   | @ Portland      | V 95-90   | Klay Thompson (29)     | Andrew Bogut (12)      | Stephen Curry (6)   | Moda Center 19 441                | 3 - 0  |
| 4     | 5 novembre   | Clippers        | V 121-104 | Stephen Curry (28)     | Andrew Bogut (14)      | Stephen Curry (7)   | Oracle Arena 19 596               | 4 - 0  |
| 5     | 8 novembre   | @ Houston       | V 98-87   | Stephen Curry (34)     | Stephen Curry (10)     | Klay Thompson (6)   | Toyota Center 18 023              | 5 - 0  |
| 6     | 9 novembre   | @ Phoenix       | D 95-107  | Stephen Curry (28)     | Draymond Green (9)     | Stephen Curry (10)  | US Airways Center 18 422          | 5 - 1  |
| 7     | 11 novembre  | San Antonio     | D 100-113 | Klay Thompson (29)     | Harrison Barnes (8)    | Stephen Curry (5)   | Oracle Arena 19 596               | 5 - 2  |
| 8     | 13 novembre  | Brooklyn        | V 107-99  | Klay Thompson (25)     | Andrew Bogut (14)      | Draymond Green (7)  | Oracle Arena 19 596               | 6 - 2  |
| 9     | 15 novembre  | Charlotte       | V 112-87  | Klay Thompson (21)     | Andrew Bogut (9)       | Stephen Curry (9)   | Oracle Arena 19 596               | 7 - 2  |
| 10    | 16 novembre  | @ Lakers        | V 136-115 | Stephen Curry (30)     | Andrew Bogut (10)      | Stephen Curry (15)  | Staples Center 19 060             | 8 - 2  |
| 11    | 21 novembre  | Utah            | V 101-88  | Andre Iguodala (17)    | Harrison Barnes (11)   | Stephen Curry (10)  | Oracle Arena 19 596               | 9 - 2  |
| 12    | 23 novembre  | @ Oklahoma City | V 91-86   | Marreese Speights (28) | Draymond Green (9)     | Curry, Green (6)    | Chesapeake Energy Arena 18 203    | 10 - 2 |
| 13    | 25 novembre  | @ Miami         | V 114-97  | Stephen Curry (40)     | Andrew Bogut (10)      | Stephen Curry (7)   | American Airlines Arena 19 647    | 11 - 2 |
| 14    | 26 novembre  | @ Orlando       | V 111-96  | Stephen Curry (28)     | Andrew Bogut (12)      | Stephen Curry (8)   | Amway Center 17 702               | 12 - 2 |
| 15    | 28 novembre  | @ Charlotte     | V 106-101 | Marreese Speights (27) | Draymond Green (10)    | Stephen Curry (6))  | Time Warner Cable Arena 19 381    | 13 - 2 |
| 16    | 30 novembre  | @ Detroit       | V 104-93  | Draymond Green (20)    | Marreese Speights (12) | Stephen Curry (10)) | The Palace of Auburn Hills 12 737 | 14 - 2 |

| Match | Date match  | Équipe        | Score          | Meilleur marqueur      | Meilleur rebondeur   | Meilleur passeur   | Lieux Spectateurs               | Série  |
| ----- | ----------- | ------------- | -------------- | ---------------------- | -------------------- | ------------------ | ------------------------------- | ------ |
| 17    | 2 décembre  | Orlando       | V 98-97        | Stephen Curry (22)     | Bogut, Barnes (12)   | Draymond Green (6) | Oracle Arena 19 596             | 15 - 2 |
| 18    | 4 décembre  | New Orleans   | V 112-85       | Klay Thompson (23)     | Draymond Green (14)  | Stephen Curry (11) | Oracle Arena 19 596             | 16 - 2 |
| 19    | 6 décembre  | @ Chicago     | V 112-102      | Draymond Green (31)    | Andrew Bogut (12)    | Stephen Curry (7)  | United Center 22 353            | 17 - 2 |
| 20    | 8 décembre  | @ Minnesota   | V 102-86       | Curry, Thompson (21)   | Draymond Green (10)  | Stephen Curry (7)  | Target Center 10 296            | 18 - 2 |
| 21    | 10 décembre | Houston       | V 105-93       | Klay Thompson (21)     | Green, Speights (8)  | Stephen Curry (7)  | Oracle Arena 19 596             | 19 - 2 |
| 22    | 13 décembre | @ Dallas      | V 105-98       | Stephen Curry (29)     | Harrison Barnes (9)  | Stephen Curry (8)  | American Airlines Center 20 317 | 20 - 2 |
| 23    | 14 décembre | @ New Orleans | V 128-122 (OT) | Stephen Curry (34)     | Draymond Green (13)  | Stephen Curry (7)  | Smoothie King Center 15 037     | 21 - 2 |
| 24    | 16 décembre | @ Memphis     | D 98-105       | Klay Thompson (22)     | Draymond Green (10)  | Curry, Green (6)   | FedExForum 18 119               | 21 - 3 |
| 25    | 18 décembre | Oklahoma City | V 114-109      | Stephen Curry (34)     | Draymond Green (9)   | Curry, Green (9)   | Oracle Arena 19 596             | 22 - 3 |
| 26    | 22 décembre | Sacramento    | V 128-108      | Klay Thompson (25)     | Barnes, Green (8)    | Stephen Curry (11) | Oracle Arena 19 596             | 23 - 3 |
| 27    | 23 décembre | @ Lakers      | D 105-115      | Stephen Curry (22)     | David Lee (7)        | Stephen Curry (6)  | Staples Center 19 540           | 23 - 4 |
| 28    | 25 décembre | @ Clippers    | D 86-100       | Klay Thompson (15)     | Harrison Barnes (13) | Stephen Curry (7)  | Staples Center 19 540           | 23 - 5 |
| 29    | 27 décembre | Minnesota     | V 110-97       | Stephen Curry (25)     | Draymond Green (8)   | Curry, Green (6)   | Oracle Arena 19 596             | 24 - 5 |
| 30    | 30 décembre | Philadelphia  | V 126-86       | Marreese Speights (23) | Draymond Green (10)  | Stephen Curry (9)  | Oracle Arena 19 596             | 25 - 5 |

| Match | Date match | Équipe          | Score          | Meilleur marqueur    | Meilleur rebondeur         | Meilleur passeur    | Lieux Spectateurs              | Série  |
| ----- | ---------- | --------------- | -------------- | -------------------- | -------------------------- | ------------------- | ------------------------------ | ------ |
| 31    | 2 janvier  | Toronto         | V 126-105      | Stephen Curry (32)   | Draymond Green (11)        | Draymond Green (13) | Oracle Arena 19 596            | 26 - 5 |
| 32    | 5 janvier  | Oklahoma City   | V 117-91       | Harrison Barnes (23) | Draymond Green (13)        | Curry, Iguodala (6) | Oracle Arena 19 596            | 27 - 5 |
| 33    | 7 janvier  | Indiana         | V 117-102      | Klay Thompson (40)   | Draymond Green (9)         | Stephen Curry (15)  | Oracle Arena 19 596            | 28 - 5 |
| 34    | 9 janvier  | Cleveland       | V 112-94       | Klay Thompson (24)   | Draymond Green (11)        | Stephen Curry (10)  | Oracle Arena 19 596            | 29 - 5 |
| 35    | 13 janvier | @ Utah          | V 116-105      | Stephen Curry (27)   | Bogut, Lee (8)             | Stephen Curry (11)  | EnergySolutions Arena 19 911   | 30 - 5 |
| 36    | 14 janvier | Miami           | V 104-89       | Stephen Curry (32)   | Lee, Speights (6)          | Andre Iguodala (7)  | Oracle Arena 19 596            | 31 - 5 |
| 37    | 16 janvier | @ Oklahoma City | D 115-127      | Klay Thompson (32)   | Draymond Green (9)         | Stephen Curry (6)   | Chesapeake Energy Arena 18 203 | 31 - 6 |
| 38    | 17 janvier | @ Houston       | V 131-106      | Curry, Thompson (27) | David Lee (8)              | Stephen Curry (11)  | Toyota Center 18 458           | 32 - 6 |
| 39    | 19 janvier | Denver          | V 122-79       | Klay Thompson (22)   | David Lee (10)             | Stephen Curry (8)   | Oracle Arena 19 596            | 33 - 6 |
| 40    | 21 janvier | Houston         | V 126-113      | Klay Thompson (27)   | Bogut, Lee (10)            | Stephen Curry (10)  | Oracle Arena 19 596            | 34 - 6 |
| 41    | 23 janvier | Sacramento      | V 126-101      | Klay Thompson (52)   | David Lee (basketball) (9) | Stephen Curry (11)  | Oracle Arena 19 596            | 35 - 6 |
| 42    | 25 janvier | Boston          | V 114-111      | Klay Thompson (31)   | Andrew Bogut (13)          | Stephen Curry (11)  | Oracle Arena 19 596            | 36 - 6 |
| 43    | 27 janvier | Chicago         | D 111-113 (OT) | Klay Thompson (30)   | Klay Thompson (10)         | Stephen Curry (9)   | Oracle Arena 19 596            | 36 - 7 |
| 44    | 30 janvier | @ Utah          | D 100-110      | Stephen Curry (32)   | Marreese Speights (8)      | Stephen Curry (6)   | EnergySolutions Arena 19 295   | 36 - 8 |
| 45    | 31 janvier | Phoenix         | V 106-87       | Stephen Curry (25)   | Draymond Green (11)        | Stephen Curry (7)   | Oracle Arena 19 596            | 37 - 8 |

| Match               | Date match | Équipe         | Score     | Meilleur marqueur  | Meilleur rebondeur    | Meilleur passeur     | Lieux Spectateurs              | Série   |
| ------------------- | ---------- | -------------- | --------- | ------------------ | --------------------- | -------------------- | ------------------------------ | ------- |
| 46                  | 3 février  | @ Sacramento   | V 121-96  | Stephen Curry (23) | Marreese Speights (8) | Stephen Curry (9)    | Sleep Train Arena 17 317       | 38 - 8  |
| 47                  | 4 février  | Dallas         | V 128-114 | Stephen Curry (51) | Draymond Green (10)   | Draymond Green (6)   | Oracle Arena 19 596            | 39 - 8  |
| 48                  | 6 février  | @ Atlanta      | D 116-124 | Klay Thompson (29) | Draymond Green (20)   | Stephen Curry (9)    | Philips Arena 19 225           | 39 - 9  |
| 49                  | 7 février  | @ New York     | V 106-92  | Stephen Curry (22) | Draymond Green (13)   | David Lee (5)        | Madison Square Garden 19 812   | 40 - 9  |
| 50                  | 9 février  | @ Philadelphia | V 89-84   | Stephen Curry (20) | Andrew Bogut (9)      | Stephen Curry (6)    | Wells Fargo Center 16 247      | 41 - 9  |
| 51                  | 11 février | @ Minnesota    | V 97-94   | Stephen Curry (25) | Draymond Green (13)   | Stephen Curry (8)    | Target Center 14 303           | 42 - 9  |
| All-Star Break 2015 |            |                |           |                    |                       |                      |                                |         |
| 52                  | 20 février | San Antonio    | V 110-99  | Stephen Curry (25) | 3 players tied (6)    | Stephen Curry (11)   | Oracle Arena 19 596            | 43 - 9  |
| 53                  | 22 février | @ Indiana      | D 98-104  | Klay Thompson (39) | David Lee (12)        | Bogut, Iguodala (4)  | Bankers Life Fieldhouse 17 789 | 43 - 10 |
| 54                  | 24 février | @ Washington   | V 114-107 | Stephen Curry (32) | David Lee (10)        | Stephen Curry (8)    | Verizon Center 20 356          | 44 - 10 |
| 55                  | 26 février | @ Cleveland    | D 99-110  | David Lee (19)     | Draymond Green (8)    | Stephen Curry (6)    | Quicken Loans Arena 20 562     | 44 - 11 |
| 56                  | 27 février | @ Toronto      | V 113-89  | Klay Thompson (25) | Draymond Green (9)    | Shaun Livingston (8) | Air Canada Centre 19 800       | 45 - 11 |

| Match | Date match | Équipe      | Score     | Meilleur marqueur    | Meilleur rebondeur     | Meilleur passeur     | Lieux Spectateurs                | Série   |
| ----- | ---------- | ----------- | --------- | -------------------- | ---------------------- | -------------------- | -------------------------------- | ------- |
| 57    | 1er mars   | @ Boston    | V 106-101 | Stephen Curry (37)   | Draymond Green (11)    | Stephen Curry (5)    | TD Garden 18 624                 | 46 - 11 |
| 58    | 2 mars     | @ Brooklyn  | D 108-110 | Stephen Curry (26)   | Draymond Green (11)    | Stephen Curry (7)    | Barclays Center 17 732           | 46 - 12 |
| 59    | 4 mars     | Milwaukee   | V 102-93  | Draymond Green (23)  | Draymond Green (12)    | Stephen Curry (11)   | Oracle Arena 19 596              | 47 - 12 |
| 60    | 6 mars     | Dallas      | V 104-89  | Stephen Curry (22)   | Andrew Bogut (13)      | Stephen Curry (7)    | Oracle Arena 19 596              | 48 - 12 |
| 61    | 8 mars     | Clippers    | V 106-98  | Draymond Green (23)  | Barnes, Livingston (8) | Draymond Green (6)   | Oracle Arena 19 596              | 49 - 12 |
| 62    | 9 mars     | @ Phoenix   | V 98-80   | Stephen Curry (36)   | Draymond Green (10)    | Stephen Curry (5)    | US Airways Center 18 055         | 50 - 12 |
| 63    | 11 mars    | Detroit     | V 105-98  | Klay Thompson (27)   | Green, Iguodala (7)    | Stephen Curry (11)   | Oracle Arena 19 596              | 51 - 12 |
| 64    | 13 mars    | @ Denver    | D 103-114 | Justin Holiday (23)  | 3 players tied (6)     | Shaun Livingston (8) | Pepsi Center 19 155              | 51 - 13 |
| 65    | 14 mars    | New York    | V 125-94  | Klay Thompson (27)   | Draymond Green (7)     | Stephen Curry (11)   | Oracle Arena 19 596              | 52 - 13 |
| 66    | 16 mars    | Lakers      | V 108-105 | Klay Thompson (26)   | Draymond Green (8)     | Stephen Curry (9)    | Oracle Arena 19 596              | 53 - 13 |
| 67    | 18 mars    | Atlanta     | V 114-95  | Harrison Barnes (25) | Andrew Bogut (14)      | Stephen Curry (12)   | Oracle Arena 19 596              | 54 - 13 |
| 68    | 18 mars    | New Orleans | V 112-96  | Harrison Barnes (22) | Draymond Green (8)     | Stephen Curry (11)   | Oracle Arena 19 596              | 55 - 13 |
| 69    | 21 mars    | Utah        | V 106-91  | Stephen Curry (24)   | Andrew Bogut (8)       | Draymond Green (7)   | Oracle Arena 19 596              | 56 - 13 |
| 70    | 23 mars    | Washington  | V 107-76  | Stephen Curry (24)   | Andrew Bogut (12)      | Stephen Curry (6)    | Oracle Arena 19 596              | 57 - 13 |
| 71    | 24 mars    | @ Portland  | V 122-108 | Stephen Curry (33)   | Andrew Bogut (16)      | Stephen Curry (10)   | Moda Center 19 985               | 58 - 13 |
| 72    | 27 mars    | @ Memphis   | V 107-84  | Stephen Curry (38)   | Bogut, Ezeli (8)       | Stephen Curry (10)   | FedExForum 18 119                | 59 - 13 |
| 73    | 28 mars    | @ Milwaukee | V 108-95  | Stephen Curry (25)   | Marreese Speights (7)  | Shaun Livingston (8) | BMO Harris Bradley Center 18 717 | 60 - 13 |
| 74    | 31 mars    | @ Clippers  | V 110-106 | Stephen Curry (27)   | Andrew Bogut (9)       | Andre Iguodala (7)   | Staples Center 19 601            | 61 - 13 |

| Match | Date match | Équipe        | Score     | Meilleur marqueur  | Meilleur rebondeur    | Meilleur passeur     | Lieux Spectateurs               | Série   |
| ----- | ---------- | ------------- | --------- | ------------------ | --------------------- | -------------------- | ------------------------------- | ------- |
| 75    | 2 avril    | Phoenix       | V 107-106 | Stephen Curry (28) | Andrew Bogut (9)      | Klay Thompson (6)    | Oracle Arena 19 596             | 62 - 13 |
| 76    | 4 avril    | @ Dallas      | V 123-110 | Klay Thompson (21) | Andrew Bogut (11)     | Shaun Livingston (5) | American Airlines Center 20 407 | 63 - 13 |
| 77    | 5 avril    | @ San Antonio | D 92-107  | Stephen Curry (24) | Bogut, Green (7)      | Curry, Green (6)     | AT&T Center 18 581              | 63 - 14 |
| 78    | 7 avril    | @ New Orleans | D 100-103 | Stephen Curry (25) | Draymond Green (14)   | Stephen Curry (9)    | Smoothie King Center 18 097     | 63 - 15 |
| 79    | 7 avril    | Portland      | V 116-105 | Stephen Curry (45) | Draymond Green (14)   | Stephen Curry (10)   | Oracle Arena 19 596             | 64 - 15 |
| 80    | 11 avril   | Minnesota     | V 110-101 | Stephen Curry (34) | Draymond Green (14)   | Stephen Curry (7)    | Oracle Arena 19 596             | 65 - 15 |
| 81    | 13 avril   | Memphis       | V 111-107 | Klay Thompson (42) | Draymond Green (9)    | Stephen Curry (8)    | Oracle Arena 19 596             | 66 - 15 |
| 82    | 15 avril   | Denver        | V 133-126 | Klay Thompson (25) | Marreese Speights (8) | Stephen Curry (7)    | Oracle Arena 19 596             | 67 - 15 |

### Playoffs
| Playoffs Total: 16-5 (Domicile : 9-2; Extérieur : 7-3) |

| Match | Date match | Équipe        | Score          | Meilleur marqueur  | Meilleur rebondeur  | Meilleur passeur   | Lieux Spectateurs           | Série |
| ----- | ---------- | ------------- | -------------- | ------------------ | ------------------- | ------------------ | --------------------------- | ----- |
| 1     | 18 avril   | New Orleans   | V 106-99       | Stephen Curry (34) | Andrew Bogut (14)   | Draymond Green (7) | Oracle Arena 19 596         | 1 - 0 |
| 2     | 20 avril   | New Orleans   | V 97-87        | Klay Thompson (26) | Andrew Bogut (14)   | Stephen Curry (6)  | Oracle Arena 19 596         | 2 - 0 |
| 3     | 23 avril   | @ New Orleans | V 123-119 (OT) | Stephen Curry (40) | Draymond Green (17) | Stephen Curry (9)  | Smoothie King Center 18 444 | 3 - 0 |
| 4     | 25 avril   | @ New Orleans | V 109-98       | Stephen Curry (39) | Draymond Green (10) | Stephen Curry (9)  | Smoothie King Center 18 443 | 4 - 0 |

| Match | Date match | Équipe    | Score    | Meilleur marqueur  | Meilleur rebondeur  | Meilleur passeur   | Lieux Spectateurs   | Série |
| ----- | ---------- | --------- | -------- | ------------------ | ------------------- | ------------------ | ------------------- | ----- |
| 1     | 3 mai      | Memphis   | V 101-86 | Stephen Curry (22) | Andrew Bogut (7)    | Stephen Curry (7)  | Oracle Arena 19 596 | 1 - 0 |
| 2     | 5 mai      | Memphis   | D 90-97  | Stephen Curry (19) | Bogut, Green (12)   | Stephen Curry (6)  | Oracle Arena 19 596 | 1 - 1 |
| 3     | 9 mai      | @ Memphis | D 89-99  | Stephen Curry (22) | Bogut, Thompson (8) | Stephen Curry (6)  | FedEx Forum 18 119  | 1 - 2 |
| 4     | 11 mai     | @ Memphis | V 101-84 | Stephen Curry (33) | Draymond Green (10) | Stephen Curry (5)  | FedEx Forum 18 119  | 2 - 2 |
| 5     | 13 mai     | Memphis   | V 98-78  | Klay Thompson (21) | Andrew Bogut (9)    | Draymond Green (9) | Oracle Arena 19 596 | 3 - 2 |
| 6     | 15 mai     | @ Memphis | V 108-95 | Stephen Curry (32) | Draymond Green (12) | Stephen Curry (11) | FedEx Forum 18 119  | 4 - 2 |

| Match | Date match | Équipe    | Score     | Meilleur marqueur  | Meilleur rebondeur  | Meilleur passeur    | Lieux Spectateurs    | Série |
| ----- | ---------- | --------- | --------- | ------------------ | ------------------- | ------------------- | -------------------- | ----- |
| 1     | 19 mai     | Houston   | V 110-106 | Stephen Curry (34) | Draymond Green (12) | Draymond Green (8)  | Oracle Arena 19 596  | 1 - 0 |
| 2     | 21 mai     | Houston   | V 110-106 | Stephen Curry (33) | Bogut, Green (8)    | Draymond Green (7)  | Oracle Arena 19 596  | 2 - 0 |
| 3     | 23 mai     | @ Houston | V 115-80  | Stephen Curry (40) | Draymond Green (13) | Stephen Curry (7)   | Toyota Center 18 282 | 3 - 0 |
| 4     | 25 mai     | @ Houston | V 115-128 | Klay Thompson (24) | Draymond Green (15) | 3 players tied (4)  | Toyota Center 18 239 | 3 - 1 |
| 5     | 27 mai     | Houston   | V 104-90  | Stephen Curry (26) | Andrew Bogut (14)   | Curry, Iguodala (6) | Oracle Arena 19 596  | 4 - 1 |

| Match | Date match | Équipe      | Score          | Meilleur marqueur    | Meilleur rebondeur   | Meilleur passeur    | Lieux Spectateurs          | Série |
| ----- | ---------- | ----------- | -------------- | -------------------- | -------------------- | ------------------- | -------------------------- | ----- |
| 1     | 4 juin     | Cleveland   | V 108-100 (OT) | Stephen Curry (26)   | Andrew Bogut (7)     | Stephen Curry (7)   | Oracle Arena 19 596        | 1 - 0 |
| 2     | 7 juin     | Cleveland   | V 93-95 (OT)   | Klay Thompson (34)   | Andrew Bogut (10)    | Stephen Curry (5)   | Oracle Arena 19 596        | 1 - 1 |
| 3     | 9 juin     | @ Cleveland | V 91-96        | Stephen Curry (27)   | Ezeli, Green (7)     | Stephen Curry (6)   | Quicken Loans Arena 20 562 | 1 - 2 |
| 4     | 11 juin    | @ Cleveland | V 103-82       | Curry, Iguodala (22) | 3 players tied (8)   | Curry, Green (6)    | Quicken Loans Arena 20 562 | 2 - 2 |
| 5     | 14 juin    | Cleveland   | V 104-91       | Stephen Curry (37)   | Harrison Barnes (10) | Andre Iguodala (7)  | Oracle Arena 19 596        | 3 - 2 |
| 6     | 16 juin    | @ Cleveland | V 105-97       | Curry, Iguodala (25) | Draymond Green (11)  | Draymond Green (10) | Quicken Loans Arena 20 562 | 4 - 2 |

### Confrontations en saison régulière
| Conférence Est      | Conférence Est                              | Conférence Est                              | Conférence Ouest                            | Conférence Ouest                            | Conférence Ouest                            | Conférence Ouest                            | Conférence Ouest                            |
| Division Atlantique | Division Atlantique                         | Division Atlantique                         | Division Nord-Ouest                         | Division Nord-Ouest                         | Division Nord-Ouest                         | Division Nord-Ouest                         | Division Nord-Ouest                         |
| Équipe              | Domicile                                    | Extérieur                                   | Équipe                                      | Domicile                                    | Domicile                                    | Extérieur                                   | Extérieur                                   |
| ------------------- | ------------------------------------------- | ------------------------------------------- | ------------------------------------------- | ------------------------------------------- | ------------------------------------------- | ------------------------------------------- | ------------------------------------------- |
| Boston              | 114-111                                     | 106-101                                     | Denver                                      | 122-79                                      | 133-126                                     | 104-113                                     |                                             |
| Brooklyn            | 107-99                                      | 108-110                                     | Minnesota                                   | 110-97                                      | 110-101                                     | 102-86                                      | 97-94                                       |
| New York            | 125-94                                      | 106-92                                      | Oklahoma City                               | 114-109                                     | 117-91                                      | 91-86                                       | 115-127                                     |
| Philadelphie        | 126-86                                      | 89-84                                       | Portland                                    | 116-105                                     |                                             | 95-90                                       | 122-108                                     |
| Toronto             | 126-105                                     | 113-89                                      | Utah                                        | 101-88                                      | 106-91                                      | 116-105                                     | 100-110                                     |
|                     | 5–0                                         | 4–1                                         |                                             | 9–0                                         | 9–0                                         | 6–3                                         | 6–3                                         |
| Division            | 9–1                                         | 9–1                                         | Division                                    | 15–3                                        | 15–3                                        | 15–3                                        | 15–3                                        |
| Division Atlantique | Division Atlantique                         | Division Atlantique                         | Division Nord-Ouest                         | Division Nord-Ouest                         | Division Nord-Ouest                         | Division Nord-Ouest                         | Division Nord-Ouest                         |
| Équipe              | Domicile                                    | Extérieur                                   | Équipe                                      | Domicile                                    | Domicile                                    | Extérieur                                   | Extérieur                                   |
| Chicago             | 111-113                                     | 112-102                                     |                                             |                                             |                                             |                                             |                                             |
| Cleveland           | 112-94                                      | 99-110                                      | L.A. Clippers                               | 121-104                                     | 106-98                                      | 86-100                                      | 110-106                                     |
| Detroit             | 105-98                                      | 104-93                                      | L.A. Lakers                                 | 127-104                                     | 108-105                                     | 136-115                                     | 105-115                                     |
| Indiana             | 117-102                                     | 98-104                                      | Phoenix                                     | 106-87                                      | 107-106                                     | 95-107                                      | 98-80                                       |
| Milwaukee           | 102-93                                      | 108-95                                      | Sacramento                                  | 128-108                                     | 126-101                                     | 95-77                                       | 121-96                                      |
|                     | 4–1                                         | 3–2                                         |                                             | 8–0                                         | 8–0                                         | 5–3                                         | 5–3                                         |
| Division            | 7–3                                         | 7–3                                         | Division                                    | 13–3                                        | 13–3                                        | 13–3                                        | 13–3                                        |
| Division Atlantique | Division Atlantique                         | Division Atlantique                         | Division Nord-Ouest                         | Division Nord-Ouest                         | Division Nord-Ouest                         | Division Nord-Ouest                         | Division Nord-Ouest                         |
| Équipe              | Domicile                                    | Extérieur                                   | Équipe                                      | Domicile                                    | Domicile                                    | Extérieur                                   | Extérieur                                   |
| Atlanta             | 114-95                                      | 116-124                                     | Dallas                                      | 128-114                                     | 104-89                                      | 105-98                                      | 123-110                                     |
| Charlotte           | 112-87                                      | 106-101                                     | Houston                                     | 105-93                                      | 126-113                                     | 98-87                                       | 131-106                                     |
| Miami               | 104-89                                      | 114-97                                      | Memphis                                     | 111-107                                     |                                             | 98-105                                      | 107-84                                      |
| Orlando             | 98-97                                       | 111-96                                      | New Orleans                                 | 112-85                                      | 112-96                                      | 128-122 (OT)                                | 100-103                                     |
| Washington          | 107-76                                      | 114-107                                     | San Antonio                                 | 100-113                                     | 110-99                                      | 92-107                                      |                                             |
|                     | 5–0                                         | 4–1                                         |                                             | 8–1                                         | 8–1                                         | 6–3                                         | 6–3                                         |
| Division            | 9–1                                         | 9–1                                         | Division                                    | 14–4                                        | 14–4                                        | 14–4                                        | 14–4                                        |
| Conférence          | 25–5 (Domicile : 14–1 ; Extérieur : 11–4)   | 25–5 (Domicile : 14–1 ; Extérieur : 11–4)   | Conférence                                  | 42–10 (Domicile : 25–1; Extérieur : 17–9)   | 42–10 (Domicile : 25–1; Extérieur : 17–9)   | 42–10 (Domicile : 25–1; Extérieur : 17–9)   | 42–10 (Domicile : 25–1; Extérieur : 17–9)   |
| Total               | 67–15 (Domicile : 29–2 ; Extérieur : 28–13) | 67–15 (Domicile : 29–2 ; Extérieur : 28–13) | 67–15 (Domicile : 29–2 ; Extérieur : 28–13) | 67–15 (Domicile : 29–2 ; Extérieur : 28–13) | 67–15 (Domicile : 29–2 ; Extérieur : 28–13) | 67–15 (Domicile : 29–2 ; Extérieur : 28–13) | 67–15 (Domicile : 29–2 ; Extérieur : 28–13) |

## Classements
| Conférence Ouest | Conférence Ouest                | Conférence Ouest | Conférence Ouest | Conférence Ouest | Conférence Ouest | Conférence Ouest | Conférence Ouest |
| No               | Franchise                       | Vic.             | Def.             | MJ               | MR               | % V/D            | RV               |
| ---------------- | ------------------------------- | ---------------- | ---------------- | ---------------- | ---------------- | ---------------- | ---------------- |
| 1                | Warriors de Golden State        | 67               | 15               | 82               | 0                | 81,7%            | -                |
| 2                | Rockets de Houston              | 56               | 26               | 82               | 0                | 68,3%            | 11               |
| 3                | Clippers de Los Angeles         | 56               | 26               | 82               | 0                | 68,3%            | 11               |
| 4                | Trail Blazers de Portland¹      | 51               | 31               | 82               | 0                | 62,2%            | 16               |
| 5                | Grizzlies de Memphis            | 55               | 27               | 82               | 0                | 67,1%            | 12               |
| 6                | Spurs de San Antonio T          | 55               | 27               | 82               | 0                | 67,1%            | 12               |
| 7                | Mavericks de Dallas             | 50               | 32               | 82               | 0                | 61,0%            | 17               |
| 8                | Pelicans de La Nouvelle-Orléans | 45               | 37               | 82               | 0                | 54,9%            | 22               |
|                  |                                 |                  |                  |                  |                  |                  |                  |
| 9                | Thunder d'Oklahoma City         | 45               | 37               | 82               | 0                | 54,9%            | 22               |
| 10               | Suns de Phoenix                 | 39               | 43               | 82               | 0                | 47,6%            | 28               |
| 11               | Jazz de l'Utah                  | 38               | 44               | 82               | 0                | 46,3%            | 29               |
| 12               | Nuggets de Denver               | 30               | 52               | 82               | 0                | 36,6%            | 37               |
| 13               | Kings de Sacramento             | 29               | 53               | 82               | 0                | 35,4%            | 38               |
| 14               | Lakers de Los Angeles           | 21               | 61               | 82               | 0                | 25,6%            | 46               |
| 15               | Timberwolves du Minnesota       | 16               | 66               | 82               | 0                | 19,5%            | 51               |

| Division Pacifique       | V  | D  | MJ | % V/D | GB | Dom   | Ext   | Div  | Conf  |
| ------------------------ | -- | -- | -- | ----- | -- | ----- | ----- | ---- | ----- |
| Warriors de Golden State | 67 | 15 | 82 | 81,7% | -  | 39-2  | 28-13 | 13-3 | 42-10 |
| Clippers de Los Angeles  | 56 | 26 | 82 | 68,3% | 11 | 30-11 | 26-15 | 12-4 | 37-15 |
| Suns de Phoenix          | 39 | 43 | 82 | 47,6% | 28 | 22-19 | 17-24 | 6-10 | 21-31 |
| Kings de Sacramento      | 29 | 53 | 82 | 35,4% | 38 | 18-23 | 11-30 | 7-9  | 18-34 |
| Lakers de Los Angeles    | 21 | 61 | 82 | 25,6% | 46 | 12-29 | 9-32  | 2-14 | 9-43  |